# Birgit Jürgenssen
Birgit Jürgenssen (Viena, Àustria, 1949-2003) fou una fotògrafa austríaca.

## Biografia
Durant la dècada de 1970, Birgit Jürgenssen va començar a desafiar les construccions culturals de la feminitat. En la seva fotografia Ich möchte hier raus! (Vull sortir d'aquí!, 1976) es presenta com una mestressa de casa burgesa vestida convencionalment, mirant cap a la càmera i amb la cara i les mans contra un vidre que hi ha entre ella i l'objectiu, com si fos una presonera.
A Hausfrauen-Küchenschürze (Davantal de cuina de mestressa de casa, 1975), el moble cuina s'ha convertit en una peça de vestir i, per tant, està irònicament unit al cos de la dona. El dibuix Hausfrau (Mestressa de casa, 1974) mostra una dona empresonada a dins de la «gàbia de la domesticitat». A Nest (Niu, 1979), Jürgenssen es va posar un niu d'ocell amb dos ous a la falda, una zona del cos que està connotada per ser la ubicació de la sexualitat, la concepció i el naixement; a més, la composició fa referència a l'expressió col·loquial «no tenir ous per fer una cosa».
Al llarg de tota la seva obra, Jürgenssen utilitza diferents representacions del cos femení mitjançant l'artifici de la disfressa, la fragmentació, els fetitxes o l'animalització. El seu treball es caracteritza per la diversitat de mitjans i inclou dibuixos, fotografies, objectes, instantànies Polaroid, cianotips, fotogrames i collages.